# 住電エレクトロニクス
住電エレクトロニクス株式会社（すみでんエレクトロニクス、Sumiden Electronics, Ltd. ）は、住友電気工業（住友電工）並びに住友電装が出資する、ワイヤーハーネス用部品及び関連機器の製造を行う企業であった。2012年4月1日を以って住友電装株式会社に吸収合併された。 

## 主力製品・事業
- ワイヤーハーネス用部品及び関連機器
- 自動車用・通信機器用並びに情報機器等の電子部品及び電子機器

## 主要事業所
- 本社 - 三重県津市新家町530-1
- 松阪センサ工場 - 三重県松阪市広陽町26番地

## 沿革
- 1982年 - 住友電気工業より資本金3億円で三重住電株式会社を設立
- 1985年 - 創業開始、自動車用ワイヤーハーネス用コネクタの生産開始
- 1987年 - ブレーキ工場を建設し、ディスクブレーキの生産開始。住友電装の出資により、資本金4億円に増資
- 2007年 - 松阪センサ工場を新設
- 2012年 - 4月1日を以って住友電装に吸収合併され消滅